# Carpelimus halophilus
Carpelimus halophilus är en skalbaggsart som först beskrevs av Ernst Hellmuth von Kiesenwetter 1844.  Carpelimus halophilus ingår i släktet Carpelimus, och familjen kortvingar. Arten är reproducerande i Sverige.